# Ocrasa
Ocrasa ist eine Schmetterlings-Gattung aus der Familie der Zünsler (Pyralidae). In Europa kommen vier Arten vor, im deutschsprachigen Raum sind es zwei.

## Merkmale
Die Arten der Gattung Ocrasa erreichen eine Flügelspannweite bis etwa 32 Millimetern. Die Vorderflügel sind meist mehr als doppelt so lang wie breit. Die Grundfarbe der Oberseite der Vorderflügel ist meist ein dunkles bis helles Braun, das gelblich bis rötlich sein kann. Bei wenigen Arten kommen auch andere Farben vor. Charakteristisch sind zwei hellere Querlinien, die auf den Vorderflügel fast immer deutlich ausgebildet sind, auf den Hinterflügel aber meist blasser sind. Die Querlinien können fast gerade bis geschwungen sein; am  Vorderrand können sie deutlich verdickt sein. Ihre Farbe variiert von weißlich bis gelblich. Auf den Hinterflügeln stehen die beiden Querlinien dichter; die äußere Querlinie ist weiter vom Außenrand entfernt. Die Felder der Vorderflügel können einheitlich oder auch unterschiedlich gefärbt sein. Die Fühler der Männchen sind kurz und doppelt bewimpert, die der Weibchen sind dagegen einfach und fadenförmig.

## Verbreitung und Vorkommen
Die Arten der Gattung sind weltweit verbreitet. Sie bevorzugen trockene und warme Lebensräume in der offenen, buschreichen Landschaft. 

## Lebensweise
Die Falter sind meist nachtaktiv, einige fliegen sowohl am Tag, als auch in der Nacht. Die Raupen ernähren sich überwiegend von pflanzlichen Detritus (Heu, Stroh, Laub). Sie leben in Gespinströhren im Detritus. Bei vielen Arten ist der Entwicklungszyklus nur unzureichend bekannt.

## Synonymie
Die Gattung hat zwei Synonyme:  Bleone Ragonot, 1890 und Orthopygia Ragonot, 1890. Einige Arten sind auch unter dem Gattungsnamen Herculia beschrieben worden. Dieser Name ist jedoch ein jüngeres Synonym von Hypsopygia Hübner, 1825. Slamka (2006) führt Ocrasa als Untergattung von Hypsopygia Hübner, 1825. Dagegen wird sie von GlobIZ als eigenständige Gattung betrachtet. Die Fauna Europaea akzeptiert Orthopygia Ragonot, 1890 als Untergattung von Ocrasa.

## Systematik
In Europa sind vier Arten nachgewiesen, weltweit werden von GlobiZ 12 Arten gelistet:
- Ocrasa albidalis Walker, 1866 (Australien)
- Ocrasa almanalis (Rebel, 1917) (Türkei)
- Ocrasa fulvocilialis (Duponchel, 1834)
- Ocrasa glaucinalis (Linnaeus, 1758)
- Ocrasa helenensis (E. Wollaston, 1879) (St. Helena)
- Ocrasa incarnatalis (Zeller, 1847)
- Ocrasa nannodes (Butler, 1879) (Japan)
- Ocrasa nonusalis (Walker, 1859) (Asien)
- Ocrasa nostralis (Guenée, 1854) (Nord- und Südamerika)
- Ocrasa placens (Butler, 1879) (Japan)
- Ocrasa repetita (Butler, 1887) (Salomonen)
- Ocrasa rubidalis (Denis & Schiffermüller, 1775)